# Dexippus (historicus)
Publius Herennius Dexippus (Oudgrieks: Δέξιππος / Déxippos, ca. 210 n.Chr.  – ca. 275 n.Chr.) was een oud-Griekse historicus, staatsman en generaal uit de periode van het Romeinse keizerrijk.
Hij was tevens een erfelijk priester van de Eleusische familie van de Kerykes. Ook bekleedde hij de functies van archon basileus en in 262/263 de functie van archont in Athene.

## Leven
Dexippos stamde uit de hogere klassen van Athene. Zijn familie maakte deel uit van de Attische demos Hermos. Zijn vader heette volgens een gevonden inscriptie, Publius Herennius Ptolemaeus. Dexippos had verschillende broers en zussen, maar over hen is niets bekend. De familie lijkt niet alleen rijk te zijn geweest, maar zij beschikte daarnaast ook over aanzienlijke politieke invloed. Uit teruggevonden inscripties is bekend dat Dexippos zelf meerdere hoge politieke ambten heeft bekleed, de precieze chronologie is echter onzeker. Hij was zowel agonotheet (scheidsrechter) bij de Panathenaeïsche spelen, als ook in Athene archon basileus en archon eponymos. Hij heeft zich in 267 ook onderscheiden in de strijd tegen de naar Athene oprukkende Herulen. Het is echter controversieel of Dexippos zelf aan deze gevechten deelnam.

## Werken
Dexippos wordt in een door een van zijn kinderen opgerichte inscriptie, die is teruggevonden op de Areopagus, geprezen als een geleerde historicus, die zich vanwege zijn historische geschriften grote faam had verworven. Het is bekend dat Dexippos drie geschiedeniswerken heeft geschreven, waarvan slechts fragmenten bewaard zijn gebleven:
- Een geschiedenis van Diadochentijd in vier boeken, dat zich op grond van een uitspraak van Photios I, die over dit werk van Dexippos beschikte, waarschijnlijk vooral op de verloren gegane geschiedenis van Arrianus over deze zelfde periode baseerde. Mogelijkerwijs ging het hier om een soort vingeroefening voordat Dexippos zich toevertrouwde om zich met bredere historische thema's bezig te houden. Hier kan echter niets nauwkeurigers over worden gezegd.[4]

- Een universele historische kroniek in 12 boeken. Van dit werk zijn slechts een paar fragmenten overgeleverd. Het werk begon in de mythische periode en liep door tot ongeveer 270, de tijd dat Dexippus zelf ook een actieve bijdrage aan de contemporaine geschiedenis leverde. Het werk werd door Eunapius van Sardië tot 404 voortgezet. Waarom Dexippos voor deze periode koos is niet bekend. In het wetenschappelijk onderzoek is omstreden in hoeverre het hier om een volwaardige geschiedeniswerk ging.[5] of misschien toch meer om een puur chronologische, beknopt geschiedenisverhaal. In het recentere wetenschappelijk onderzoek wordt het voor waarschijnlijk gehouden dat deze kroniek van Dexippos een hybride vorm had. Aan de hand van de overgeleverde fragmenten kan men zien dat Dexippos in zijn werk gestreefd heeft naar een chronologische ordening van de Historische gebeurtenissen van lang geleden worden korter weergegeven dan latere, meer in detail beschreven gebeurtenissen. Daarnaast lijkt hij in dit werk kritiek op eerdere historici en korte uitweidingen te hebben opgenomen.[6]

- Een onder de titel Skythika bekende staande beschrijving van de Germanenoorlogen van zijn tijd. De titel is afgeleid van de klassieke etnografische noties van Griekse historici. Derhalve werd onder de kop Skythai ("Scythen") verwezen naar alle vreemde naties die in de regio rond de Zwarte Zee leefden. Dexippos schreef de Skythika hoogstwaarschijnlijk kort voor zijn dood. Het werk beschrijft naar alle waarschijnlijkheid de periode van 238 tot vlak na 271. Deze begrenzing is afgeleid uit nagelaten fragmenten, maar het begin van deze afbakening is niet volledig betrouwbaar, aangezien het fragment, dat naar 238 verwijst, teruggaat op de vaak onbetrouwbare Historia Augusta, terwijl voor het einde van de beschreven periode slechts schattingen (wel na 271) mogelijk zijn.[7] Het handelt in de Skythika in ieder geval wel om een uitgebreide beschrijving van de gebeurtenissen, met inbegrip van toespraken en uitweidingen.

## Stijl en doelgroep
Stilistisch oriënteerde Dexippos zich sterk op het werk van Thucydides (door Photios wordt hij zelfs als een "tweede Thucydides" geprezen). Hij koos voor zijn kroniek een annalistisch organisatieprincipe. Deze keuze werd later door Eunapius bekritiseerd. Dexippos richtte zich blijkbaar vooral op de Grieks sprekende wereld van het Oosten. Aan de gebeurtenissen in het Westen gaf hij minder aandacht. In zijn totaliteit geeft hij betrouwbare informatie, hoewel zijn klassieke benadering soms het zicht op de eigentijdse gebeurtenissen blokkeert. In de eigentijdse Skythika gaf Dexippos gedetailleerde beschrijvingen van zijn tijd, die zich evenwel voornamelijk concentreerden op het Griekse Oosten, waar de door Dexippos Skythai genoemde Germaanse Goten en Herulen de Balkan respectievelijk Griekenland binnenvielen. Aangezien zijn werken voor een Grieks publiek bedoeld waren legde Dexippos de nadruk op de deels succesvolle lokale inspanningen om de verdediging tegen invallende Goten en Herulen. Hij vermeldt echter toch ook een aantal defensieve successen van de Romeinen in het Westelijk deel van het Rijk.

## Historische werken uit de 3e eeuw bijna geheel verloren gegaan
Voor de aan bronnen arme derde eeuw vertegenwoordigen de overgeleverde fragmenten van Dexippos een hoge waarde. Was het gehele werk bewaard gebleven, dan had men nu waarschijnlijk over een uitstekende bron kunnen beschikken, die meer licht had doen kunnen schijnen op nu duistere kanten van de zogenaamde crisis van de 3e eeuw. Van andere historici die in deze periode actief waren, zijn vaak alleen de namen bekend, zoals in het geval van Nikostratos van Trebizonde en de jongere Ephorus van Kyme, terwijl van het werk van Eusebius en Philostratus van Athene een paar fragmenten bewaard zijn gebleven.

## Gebruik van Dexippos' werk door latere schrijvers
Rond het jaar 500 gebruikte Zosimus Dexippos als bron voor het begin van zijn Historia Nea. Ook de anonieme auteur van de laat-antieke Historia Augusta lijkt gebruik te hebben gemaakt van de werken van Dexippos. Misschien benutte deze auteur alleen de kroniek of een indirecte bron. Nog rond het jaar 800 citeerde de Byzantijnse kroniekschrijver Georgios Synkellos Dexippos.

## Uitgaven
- Die Fragmente der griechischen Historiker, nr. 100. (Brill’s New Jacoby (met Engelse vertaling en commentaar)).
- Gunther Martin, Dexipp von Athen. Edition, Übersetzung und begleitende Studien. Tübingen 2006 (met een nieuwe indeling van de fragmenten).